# دايغا ناكاجيما
دايغا ناكاجيما (باليابانية: 中島 大雅) (1 أغسطس 1999 في أوساكا في اليابان – )؛ هو لاعب كرة قدم كان يلعب كمدافع.

## وصلات خارجية
- دايغا ناكاجيما على موقع رابطة كرة القدم اليابانية للمحترفين (اليابانية)